# Illa de Ponça
L'Illa de Ponça (en llatí: Pontia, en grec antic: Ποντία) és una illa de la mar Tirrena, del grup de les illes Poncianes o de Ponça. Forma part de la regió de Laci, província de Latina. La seva població (concentrada quasi tota a Ponça ciutat, al sud-est) és de 3.500 habitants. La superfície de l'illa és de gairebé 10 km². Té de llargada uns 8 km, amb una amplada màxima d'1,8 km. És d'origen volcànic. Estrabó situa a Ponça a uns 250 estadis del continent.
L'any 313 aC s'hi va establir una colònia romana (Pontia) i ja hi havia un establiment dels volscs, segons Titus Livi. Era una colònia de dret llatí l'única colònia romana a una illa tan distant de la costa. Es va mantenir lleial a Roma durant la Segona Guerra Púnica i va donar els contingents i subministraments corresponents quan dotze colònies no ho van poder fer. Sota l'Imperi era lloc de confinament de presoners, entre d'altres Neró Cèsar, fill gran de Germànic Cèsar, estava confinat en aquesta illa quan va morir assassinat per ordre de Tiberi, segons diu Suetoni. També va ser enviada a aquesta illa Flàvia Domicil·la, neta de l'emperador Vespasià i esposa del cònsol Flavi Climent per ordre de l'emperador Domicià, acusada de seguir «costums jueus», segons Cassi Dió.